# 无纹土器时代
无纹土器时代，是朝鲜以及中国东北边疆史前时代的一个考古时期，相当于朝鲜新石器时代晚期至朝鲜青铜器时代早期，约前15世纪至前3世纪。是中国东北与朝鲜半岛继栉文土器时代之后的一个考古时代。前15世纪左右，在辽河流域、大同江流域、汉江流域等地实行自给耕种的栉文土器文化逐渐被实行火耕的无纹土器文化替代。无纹土器时代下分早、中、晚三期。早期或称原始期（约前1500年至前850年）、中期（约前850年至前550年）、晚期（约前550年至前300年）。

## 参阅
- 朝鲜陶瓷
- 栉文土器时代